# Annie (nagroda filmowa)
Annie – nagroda filmowa przyznawana projektom animowanym oraz ich twórcom. Poza kategoriami przeznaczonymi dla animowanych filmów fabularnych, nagrody Annie przyznawane są również animacjom telewizyjnym, które obejmują krótko- i długometrażowe filmy dla dzieci, jak również kreskówki przeznaczone dla widzów dorosłych oraz animowane filmy reklamowe.
Najwięcej, bo aż szesnaście nominacji do Annie, zdobyły filmy: Iniemamocni w reżyserii Brada Birda (2004) oraz Wallace i Gromit: Klątwa królika w reżyserii Steve’a Boksa i Nicka Parka z 2005 roku.
Pierwsza ceremonia rozdania nagród Annie miała miejsce w Kalifornii w 1972 roku.